# Ludwik Jekels
Ludwig Jekels (Louis Jekeles do 1903) (ur. 15 sierpnia 1867 we Lwowie, zm. 3 kwietnia 1954 w Nowym Jorku) – polsko-austriacko-amerykański lekarz psychiatra, psychoanalityk.

## Życiorys
Syn kupca Izaaka Jekelesa i Rebeki. Miał starszego brata Leona Ozjasza. Ojciec braci zmarł wcześnie, braćmi zaopiekował się stryj, adwokat Maurycy Jekeles (zm. 1920). Uczęszczał do III Gimnazjum im. Franciszka Józefa w latach 1877–1879 i do II Gimnazjum we Lwowie. Od 1885 do 1892 studiował medycynę na Uniwersytecie Wiedeńskim. W 1897 zorganizował prywatną klinikę w Bystrej Śląskiej (Bistrai), gdzie wraz z Hermannem Nunbergiem stosował leczenie psychoanalizą. Później rozpoczął analizę u Sigmunda Freuda. Uczestniczył w I Kongresie Psychoanalitycznym w Salzburgu w 1908. Przyłączył się do środowych spotkań u Freuda w 1910. W tym czasie zdecydował się osiedlić w Wiedniu i tam kontynuować swoją karierę. Do 1932 pozostawał jednym z najbliższych współpracowników Freuda. W 1935 z uwagi na narastanie nastrojów antysemickich w Austrii emigrował i osiedlił się na krótko w Szwecji, gdzie angażował się w rozwijanie psychoanalizy i zakładał Szwedzko-Fińskie Towarzystwo Psychoanalityczne (Svensk-finska psykoanalytiska föreningen)  wspólnie z Ottonem Fenichelem. Następnie na krótko wrócił do Wiednia, skąd emigrował w 1938 roku do Nowego Jorku. W Stanach Zjednoczonych kontynuował praktykę psychoanalityczną, został honorowym członkiem Nowojorskiego Towarzystwa Psychoanalitycznego (New York Psychoanalytic Society).
Analizował Fredericka J. Hackera, Hansa i Petera Hellerów, Gunnara Nycandera i Pehra Henrika Törngrena.
W swoich pracach poruszał tematykę psychologii komedii, a także podjął próbę interpretacji dzieł Szekspira z psychoanalitycznego punktu widzenia w pracy Psychoanalytical Structure of Macbeth. Jest (wraz z Heleną Ivánką) autorem przekładu na język polski Psychopatologii życia codziennego.
Był dwukrotnie żonaty. Pierwsza żona, Zoë z domu Gross, popełniła samobójstwo w Bystrej w 1910 roku. Z tego małżeństwa urodziło się dwóch synów, Alfred i Stefan. W 1920 roku ożenił się po raz drugi z Karoliną Engel (1891–1962). Mieli córkę Margaret, zamężną z psychiatrą Emerym Wellsem z Nowego Jorku.
Spuścizna Jekelsa stanowi część kolekcji Sigmunda Freuda przechowywanej w Bibliotece Kongresu.

## Lista prac
- Teorya Freuda o histeryi i jego metoda psychoanalizy. Medycyna i Kronika Lekarska 44 (52), ss. 1268–1272, 1909
- „Leczenie psychonewroz zapomocą metody psychoanalitycznej Freud′a, tudzież kazuistyka”. W: Ciągliński A (red). Prace 1-go Zjazdu neurologów, psychiatrów i psychologów polskich odbytego w Warszawie 11–12–13 października 1909 r. Warszawa: E. Wende i sp., 1910 ss. 613–623
- „O czynniku decydującym w stosunku pacyenta do lekarza” W: Księga pamiątkowa XI Zjazdu Lekarzy i Przyrodników Polskich w Krakowie 18–22 lipca 1911. Kraków: Komitet Gospodarczy, 1913 ss. 515–516.
- Einige Bemerkungen zur Trieblehre. Internationale Zeitschrift für Psychoanalyse 1, ss. 439–443, 1913
- Analerotik. Internationale Zeitschrift für Psychoanalyse 1, s. 376, 1913
- Der Wendepunkt im Leben Napoleons I. Imago 3, ss. 313–381, 1914
- Eine tendenziöse Geruchshalluzination. Internationale Zeitschrift für Psychoanalyse 3, s. 37, 1915
- Shakespeare′s «Macbeth». Imago 3, ss. 170–195, 1917/1918
- Zur Psychologie der Komödie. Imago 12, ss. 328–335, 1926
- Le tournant décisif de la vie de Napoléon. Revue française de psychanalyse 3 (2), s. 272–354, 1929
- „Z psychologji litości” W: Księga pamiątkowa II Państwowego Gimnazjum im. Karola Szajnochy we Lwowie 1820-1930. Cz.1, Rozprawy byłych uczniów i profesorów II Gimnazjum. Lwów, 1930 ss. 173–180
- Schuldgefühl. Psychoanalytische Bewegung 4 (4), s. 345–358, 1932
- The Problem of the Duplicated Expression of Psychic Themes. International Journal of Psycho-Analysis 14, ss. 300-309, 1933
- Das Problem der doppelten Motivgestaltung. Imago 19 (1), ss. 17–26, 1933
- Jekels L., Bergler, E. Übertragung und Liebe. Imago 20 (1), ss. 5–31, 1934
- Jekels L., Bergler, E. Triebdualismus im Traum. Imago 20 (4), ss. 393–410, 1934
- Die psychoanalytische Therapie. Svenska Laekartidn 33, ss. 1797–1802, 1821–1831, 1936
- Mitleid und Liebe. Imago 22 (4), ss. 383–388, 1936
- The Psychology of the Festival of Christmas. International Journal of Psycho-Analysis 17, ss. 57–72, 1936
- In Memoriam Sigmund Freud. Psychoanalytic Quarterly 8, ss. 410-411, 1939
- „Fehlleistungen im Täglichen Leben” W: Deutsch F., Jekels L., Nunberg H., Sachs H. Das psychoanalytische Volksbuch: Seelenkunde, Hygiene, Krankheitskunde, Kulturkunde. 3. Aufl. Bern: Huber, 1939 ss. 53–85
- Jekels L., Bergler E. Instinct Dualism in Dreams. Psychoanalytic Quarterly 9, ss. 394-414, 1940
- Psycho-Analysis and Dialectic. Psychoanalytic Review 28, ss. 228-253, 1941
- The Riddle of Shakespeare′s Macbeth. Psychoanalytic Review 30, ss. 361–385, 1943
- A Bioanalytical Contribution to the Problem of Sleep and Wakefulness. Psychoanalytic Quarterly 14, ss. 169-189, 1945
- Jekels L., Bergler, E. Transference and Love. Psychoanalytic Quarterly 18, ss. 325-350, 1949
- Selected papers.  New York: International Universities Press, 1952

Tłumaczenia
- Z. Freud. O psychoanalizie. Lwów: Księg. H. Altenberg, 1911
- Z. Freud. Szkic psychoanalizy Freuda. Lwów: Polskie Towarzystwo Nakładowe, 1912
- Z. Freud. Psychopatologia życia codziennego. Lwów-Warszawa, 1913 (razem z Heleną Ivánką)
- Z. Freud. Trzy rozprawy z teorji seksualnej. Lipsk: Międzynarodowe Wydawnictwo Psychoanalityczne, 1924 (razem z Marianem Albińskim)